# Галли, Уильям, 1-й виконт Селби
Уильям Корт Галли, 1-й виконт Селби (англ. William Court Gully, 1st Viscount Selby; 29 августа 1835 — 6 ноября 1909) — британский юрист и и либеральный политик, спикер Палаты общин в 1895—1905 годах.

## Происхождение и образование
Родился 29 августа 1835 года в Лондоне. Сын Джеймса Мэнби Галли (1808—1883) из Малверна, успешного врача, который оказался замешанным в загадочной смерти Чарльза Браво в апреле 1876 года. Его дедом был Дэниел Галли, ямайский кофейный плантатор. Он получил образование в Школе университетского колледжа в Лондоне, а затем в Тринити-колледже Кембриджского университета, где он был президентом Кембриджского союза. Он был принят в адвокатуру Иннер-Темпл в 1860 году с правом заниматься адвокатской практикой, затем стал короелвским адвокатом в 1877 году.

## Политическая карьера

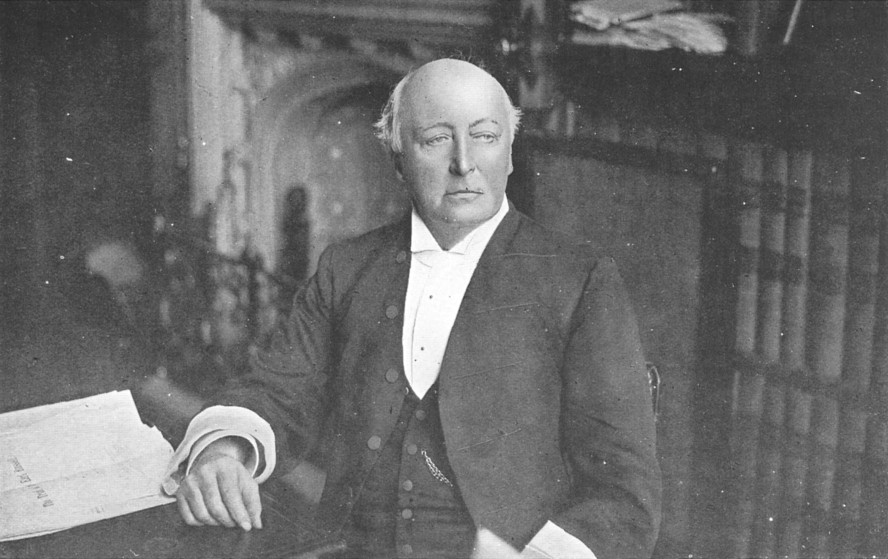
Уильям Галли в кабинете спикера, 1905 год

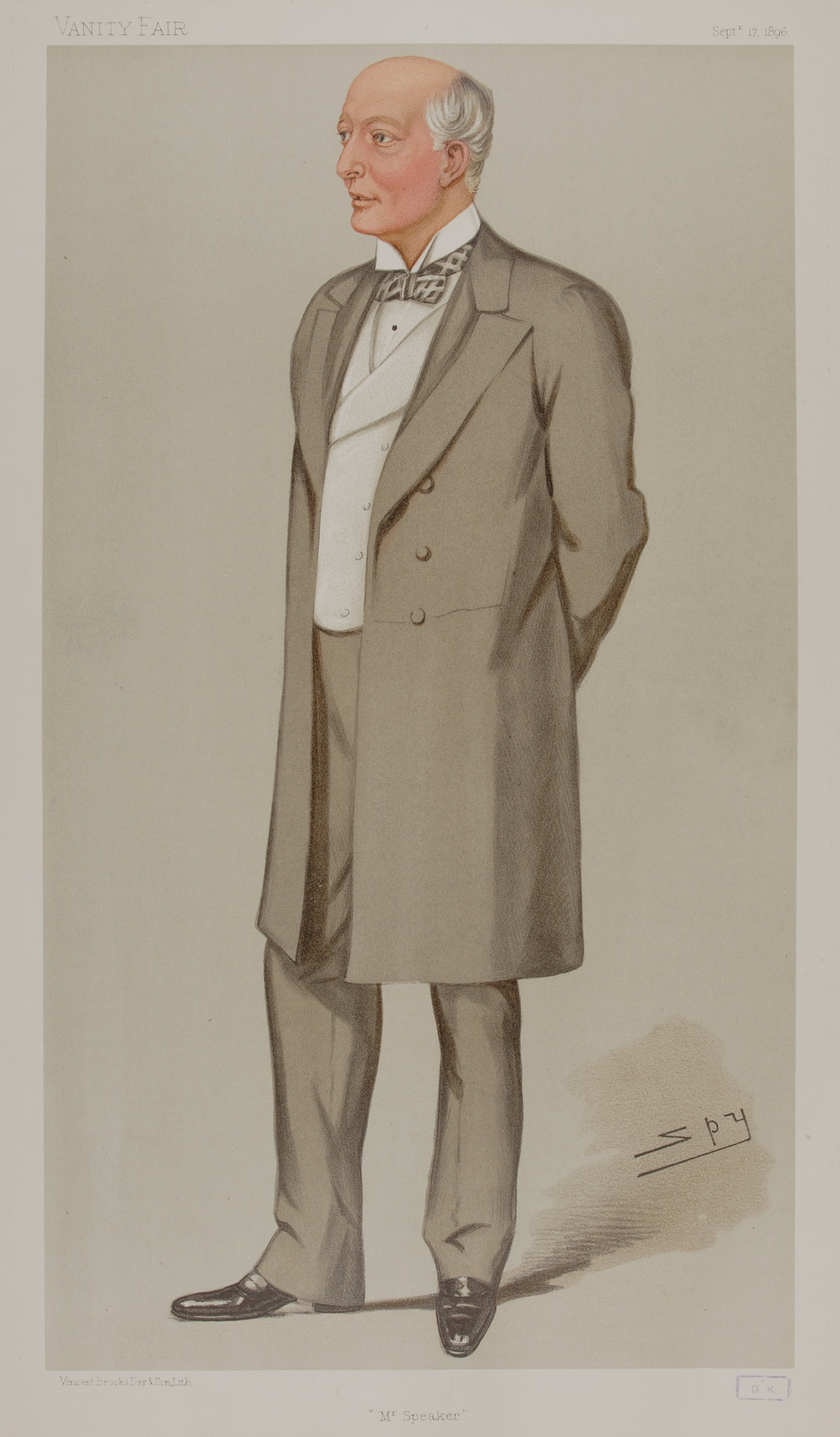
«Мистер Спикер», карикатура на которого нарисована Спай (Лесли Уорд) в журнале Vanity Fair, сентябрь 1896 г.

В 1880 и 1883 годах Уильям Галли безуспешно баллотировался в Палату общин в Уайтхолле от либеральной партии. В 1886 году он был избран в парламент от Карлайла и продолжал представлять этот округ до 1905 года.
В апреле 1895 года он был избран спикером большинством в одиннадцать голосов против сэра Мэтью Уайта Ридли, кандидата от юнионистов. Выбор Галли стал неожиданностью для кабинета лорда Розбери. Роузбери не хотел, чтобы юнионист стал новым спикером Палаты общин, но отклонил две альтернативы Ричарда Холдейна и сэра Фрэнка Локвуда. Премьер-министр лорд Розбери столкнулся с враждебностью в своем кабинете со стороны сэра Уильяма Вернона Харкорта и оппозиции, и Харкорт хотел, чтобы спикером был либерал-юнионист Леонард Кортни. Харкорт рассматривал это как чисто вопрос Палаты общин (лорд Розбери был в Палате лордов). Для Розбери это стало незначительным кризисом кабинета. В итоге Харкорт возложил бремя решения на Розбери. В конце концов, часть депутатов Палаты общин, знавшая Галли, выдвинула его — скорее всего, потому, что он был близок к сэру Уильяму Гершелю. Харкорт был вынужден представить имя Палате общин. Консерваторы были недовольны его выбором и приветствовали его появление в Палате криками «Браво, Галли!». В 1905 году он ушел в отставку и был возведен в звание пэра с титулом виконта Селби из города Карлайл.
Виконт Селби скончался в ноябре 1909 года в возрасте 74 лет, и ему наследовал его старший сын Джеймс.

## Семья
15 апреля 1865 года Уильям Галли женился на Элизабет Селби (24 августа 1839 — 15 ноября 1906), дочери Томаса Селби. У супругов было шестеро детей:
- Джеймс Уильям Гершелл Галли, 2-й виконт Селби (14 октября 1867 — 2 февраля 1923), старший сын и и преемник отца.
- Достопочтенный Эдвард Уолфорд Карслейк Галли (21 октября 1870 — 8 ноября 1931), женившийся в 1901 году на Аде Саймон
- Достопочтенная Гертруда Энн Галли (? — 12 апреля 1949), которая в 1888 году вышла замуж за достопочтенного Джеймса Алоизиуса Скалли, судью окружного суда Брайтона.
- Достопочтенная Флоренс Джулия Галли (? — 17 сентября 1949), она вышла замуж за сэра Уильяма Гая Гранета в 1892 году.
- Достопочтенная Мэри Хонора Рода Галли (? — 21 августа 1961), она вышла замуж в 1894 году за сэра Адриана Дональда Уайлда Поллока (1867—1943).
- Достопочтенная Элизабет Кейт Шелли Галли (? — 26 февраля 1908), она вышла замуж в первый раз в 1902 году за капитана Карлтона Салкелда, а во второй раз — за достопочтенного Эдварда Брабазона Мида.